# Selenita
Selenita är en flygplats i Mexiko.   Den ligger i kommunen Matamoros och delstaten Tamaulipas, i den östra delen av landet, 700 km norr om huvudstaden Mexico City. Selenita ligger 6 meter över havet.
Terrängen runt Selenita är mycket platt. Runt Selenita är det ganska tätbefolkat, med 134 invånare per kvadratkilometer. Närmaste större samhälle är El Longoreño, 14,4 km norr om Selenita. Trakten runt Selenita består till största delen av jordbruksmark.